# La promessa - Il prezzo del potere
La promessa - Il prezzo del potere (Les Promesses) è un film del 2021 diretto da Thomas Kruithof.

## Trama
Quando a Clémence Collombet viene chiesto di candidarsi come ministro spunta dentro di lei una grande ambizione che rischia di mettere in difficoltà il suo rapporto col suo braccio destro Yazid Jabbi e la sua salda integrità politica comincerà a vacillare.

## Distribuzione
Il film è stato distribuito nelle sale cinematografiche italiane a partire dal 10 marzo 2022.